# Juncker
Juncker er en popduo fra Danmark, der blev dannet i 2002 af Jakob Groth Bastiansen og Christian Juncker. Deres debutalbum, Snork City, indeholdt singlen "Mogens og Karen", der blev et gennembrudshit for gruppen. De blev nomineret til "P3 Lytterhittet" ved P3 Guld i 2004, men prisen gik dog til Nephews "Movie Klip". Gruppen spillede også på årets Langelandsfestival.
Efter bandets andet studiealbum, Det Sorthvide Hotel, fra 2006, forlod Bastiansen gruppen, og Christian Juncker har herefter fortsat alene. I 2007 udgav han pt. og i 2012 kom Noia Noia.
I 2022 deltog Juncker i Dansk Melodi Grand Prix med sangen "Kommet for at blive", men den nåede ikke til finalen.

## Diskografi

### Studiealbums
| År   | Album                 | Højeste placering |
| År   | Album                 | DAN               |
| ---- | --------------------- | ----------------- |
| 2004 | Snork City            | 33                |
| 2006 | Det Sorthvide Hotel   | 29                |
| 2007 | pt.                   | 30                |
| 2012 | Noia Noia             |                   |
| 2016 | Bivirkninger          |                   |
| 2018 | Globus NV             |                   |
| 2021 | Længere Nede Ad Vejen |                   |
| 2023 | Nattergalen findes    |                   |

### Singler
- 2004 "Snork City Blues"
- 2004 "Mogens Og Karen"
- 2006 "Bad Vibes"
- 2014 "Lugtesalt No5" (med Konservesfabrikken)
- Ukendt "Havana" #27 på Tracklisten[2]